# Mercedes 15/70/100 PS
La Mercedes 15/70/100 PS è un'autovettura di lusso prodotta dal 1924 al 1926 dalla Casa tedesca Daimler Motoren Gesellschaft per il suo marchio automobilistico Mercedes e dal 1926 al 1929 dalla Casa automobilistica tedesca Mercedes-Benz, nata dalla fusione tra la Daimler e la Benz & Cie..

## Profilo e caratteristiche
La 15/70/100 PS era una vettura che andava a sostituire il modello 28/95 PS in quella sottofascia di lusso che la Casa tedesca stava riservando in quel periodo alle vetture intorno ai 100 CV di potenza.
La vettura nacque da un progetto imbastito dall'ingegnere Ferdinand Porsche, alla Daimler solamente da un anno, ma già con molteplici esperienze alle spalle. Per quanto riguardava il propulsore, la vettura montava un'unità sovralimentata mediante compressore volumetrico, nota agli addetti ai lavori con la sigla M836, un quadricilindrico da 4 litri di cilindrata, in grado di erogare fino a 100 CV di potenza massima a compressore inserito.
Le sospensioni erano ad assale rigido con molle a balestra.
La velocità massima raggiunta dalla vettura era di circa 105–110 km/h.

### Inizio carriera come 15/70/100 PS
Questa vettura venne proposta in svariate configurazioni di carrozzeria, oppure come semplice autotelaio nudo, che il facoltoso cliente avrebbe poi fatto carrozzare presso i migliori carrozzieri dell'epoca.
In realtà, la Mercedes 15/70/100 PS ebbe un successo solo parziale: infatti, se una parte dei clienti l'apprezzava per le sue indubbie doti di comfort e per il prestigio del marchio, un'altra consistente fetta di clientela non gradiva le sue prestazioni che poco avevano a che vedere con la grande tradizione sportiva del marchio e soprattutto con le prestazioni ed i successi sportivi della sua antenata.
Per questi motivi, alla 15/70/100 PS venne ben presto affiancato il modello 24/100/140 PS, sempre opera di Ferdinand Porsche, e che avrebbe dato origine alla famosa famiglia di vetture W06, marchiate Mercedes-Benz.
Tornando alla 15/70/100 PS, essa non venne cancellata dai listini, anche perché comunque poteva rappresentare un'alternativa "tranquilla" ai modelli più sportivi e costosi che stavano debuttando in quel periodo. Così, la 15/70/100 PS proseguì con tale denominazione fino al 1926.

### Fine carriera come Mercedes-Benz
A partire dal 1926, con la nascita del gruppo Daimler-Benz, nacque anche il marchio Mercedes-Benz e venne estinto il marchio Mercedes semplice, per cui la 15/70/100 PS venne riproposta nei nuovi listini con la denominazione Mercedes-Benz Typ 400. le caratteristiche generali rimasero invariate, compresa la sua marcia tranquilla e confortevole.
Nel 1927 vi furono alcuni aggiornamenti alle sospensioni, in particolare al retrotreno, che usufruì di molle a balestra di nuovo tipo. Inoltre, l'impianto frenante ricevette un dispositivo pneumatico di servoassistenza.
Nel 1929, la Typ 400 fu tolta di produzione: al suo posto venne introdotta la Mercedes-Benz 460 Nürburg.
In totale furono prodotti 1.913 esemplari di questo modello, di cui 1.002 15/70/100 PS e 911 Typ 400.